# Ola Solbakken
Ola Solbakken (Melhus, 1998. szeptember 7. –) norvég válogatott labdarúgó, az Empoli játékosa kölcsönben az olasz Roma csapatától.

## Pályafutása

### Klubcsapatokban
Ola Solbakken a norvégiai Melhus városában született és ott is kezdte el 2012-ben junior pályafutását a Melhus IL csapatánál. 2013 és 2017 között a Rosenborg klubjánál nevelkedett tovább.
A felnőtt pályafutását 2018-ban a Ranheim csapatánál indította. 2020. január 9-én két éves szerződést írt alá a Bodø/Glimttel. A 2021-es szezonban 20 meccsen 6 gólt rúgott.
Solbakken jól szerepelt a 2021–2022-es Konferencia Ligán is. A 2021. október 21-ei Roma ellen 6–1-re megnyert meccsen, kettő gólt ő lőtt.
2023. január 2-án az olasz első osztályban érdekelt Roma csapatához igazolt. Először a 2023. január 15-ei, Fiorentina ellen 2–0-ra megnyert mérkőzés 88. percében, Tammy Abraham cseréjeként lépett pályára. Első gólját 2023. február 19-én, a Hellas Verona ellen hazai pályán 1–0-ás győzelemmel zárult találkozón szerezte meg.
2023. szeptember 2-án a görög Olimbiakósz egy szezonra vételi opcióval kölcsönbe vette. 2024. január 12-én a japán Urava Red Diamonds félévre szerződtette kölcsönbe. A 2024–25-ös szezonban az Empolinál szerepelt szintén kölcsönben.

### A válogatottban
2015-ben tagja volt a norvég U17-es válogatottnak. 
2021-ben debütált a norvég válogatottban. Először a 2021. november 13-ai, Lettország elleni VB-selejtezőn lépett pályára a 82. percben, Kristian Thorstvedt cseréjeként. Első válogatott gólját 2023. június 20-án, Ciprus ellen 3–1-es győzelemmel zárult EB-selejtezőn szerezte meg.

## Statisztikák
2023. május 27. szerint
| Klub       | Szezon   | Osztály     | Bajnokság | Bajnokság | Kupa  | Kupa | Nemzetközi | Nemzetközi | Összesen | Összesen |
| Klub       | Szezon   | Osztály     | Meccs     | Gól       | Meccs | Gól  | Meccs      | Gól        | Meccs    | Gól      |
| ---------- | -------- | ----------- | --------- | --------- | ----- | ---- | ---------- | ---------- | -------- | -------- |
| Ranheim    | 2018     | Eliteserien | 11        | 0         | 2     | 0    | —          | —          | 13       | 0        |
| Ranheim    | 2019     | Eliteserien | 26        | 4         | 4     | 1    | —          | —          | 30       | 5        |
| Ranheim    | Összesen | Összesen    | 37        | 4         | 6     | 1    | —\|        | —\|        | 43       | 5        |
| Bodø/Glimt | 2020     | Eliteserien | 22        | 3         | 0     | 0    | 2          | 0          | 24       | 3        |
| Bodø/Glimt | 2021     | Eliteserien | 26        | 6         | 0     | 0    | 10         | 5          | 36       | 11       |
| Bodø/Glimt | 2022     | Eliteserien | 15        | 4         | 4     | 0    | 11         | 2          | 30       | 6        |
| Bodø/Glimt | Összesen | Összesen    | 63        | 13        | 4     | 0    | 23         | 7          | 90       | 20       |
| Roma       | 2022–23  | Serie A     | 14        | 1         | 0     | 0    | —          | —          | 14       | 1        |
| Összesen   | Összesen | Összesen    | 114       | 18        | 10    | 1    | 23         | 7          | 147      | 26       |

### A válogatottban
| Válogatott | Év       | Pályára lépés | Gól |
| ---------- | -------- | ------------- | --- |
| Norvégia   | 2021     | 2             | 0   |
| Norvégia   | 2022     | 2             | 0   |
| Norvégia   | 2023     | 7             | 1   |
| Összesen   | Összesen | 11            | 1   |

#### Góljai a válogatottban
| # | Időpont          | Helyszín                         | Ellenfél | Gólok | Eredmény | Kiírás               |
| - | ---------------- | -------------------------------- | -------- | ----- | -------- | -------------------- |
| 1 | 2023. június 20. | Ullevaal Stadion, Oslo, Norvégia | Ciprus   | 1–0   | 3–1      | 2024-es EB-selejtező |

## Sikerei, díjai
Bodø/Glimt
- Eliteserien
  - Bajnok (2): 2020, 2021
  - Ezüstérmes (1): 2022

- Norvég Kupa
  - Döntős (1) 2021–22

Roma
- Európa-liga
  - Döntős (1): 2022–23